# Прапор Сальвадору
Прапор Сальвадору — один з офіційних символів Сальвадору. Офіційно затверджений 17 травня 1912 року. Прапор за дизайном походить від прапора Сполучених Провінцій Центральної Америки та схожий на прапор Аргентини. Співвідношення сторін прапора 189:335.
Прапор Сальвадору являє собою прямокутне полотнище поділене трьома горизонтальними смугами на три частини. По краях прапора смуги синього кольору, а у центрі розміщена смуга білого кольору. У центрі прапора розташований герб Сальвадору.

15 вересня 1821 — 20 лютого 1822
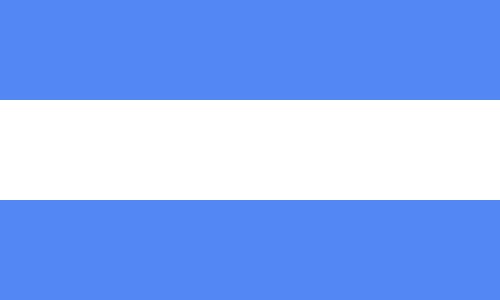
20 лютого 1822 — 10 лютого 1823, 1841—1842, 1844 — 9 травня 1865
21 серпня 1823 — 1824, 1842—1844
1824—1841, 1921—1922
9 травня 1865 — червень 1865
червень 1865 — 1869
1869—1873
1873—1877
1877 — 2 листопада 1898
2 листопада 1898 — 30 листопада 1898
30 листопада 1898 — 17 травня 1912
17 травня 1912 — 1921, 1922